# Lomas de Los Aceites
Las Lomas de Los Aceites son una formación de colinas situadas en el municipio Francisco de Miranda, del estado Guárico, Venezuela, dentro de los Llanos Altos Centrales. Estas lomas se encuentran dentro del área protegida del Parque Nacional Aguaro-Guariquito, y destacan por su particular relieve en una región mayormente plana.

## Características geográficas
Las Lomas de Los Aceites consisten en varias elevaciones suaves, con altitudes que varían entre los 100 y los 230 metros sobre el nivel del mar. La loma más alta alcanza los 230 m s. n. m., lo que la convierte en el punto más elevado de esta formación. Estas lomas están rodeadas por extensas sabanas características de los Llanos venezolanos. El punto más alto es Cerro Agua Blanca de 230 m s. n. m que se encuentra en las coordenadas: 8°52′12.40″N 66°44′6.49″O / 8.8701111, -66.7351361.

## Ubicación
Se encuentran en el centro del estado Guárico, específicamente dentro de los límites del Parque Nacional Aguaro-Guariquito. Este parque es conocido por su biodiversidad y por albergar ecosistemas únicos que combinan sabanas, morichales y humedales.

## Importancia ecológica
Las Lomas de Los Aceites forman parte de un entorno natural relevante para la conservación, ya que ofrecen refugio para diversas especies de flora y fauna propias de los Llanos. La presencia de estas elevaciones también influye en los microclimas locales y en la hidrología del parque, donde nacen distintos caudales que desembocan en Río Guariquito

## Acceso y turismo
Para acceder a las lomas se puede tomar la carretera desde Calabozo en dirección a Venegas, hasta llegar al poblado de Manzanares, ubicado dentro del parque, o desde la Vía El Calvario - Palenque. Aunque las Lomas de Los Aceites no son un destino turístico ampliamente desarrollado, forman parte del atractivo del Parque Nacional Aguaro-Guariquito. Este parque es visitado por ecoturistas interesados en explorar paisajes naturales y observar la fauna típica de la región.